# Adrien Trebel
Adrien Trebel (Dreux, 3 marzo 1991) è un calciatore francese, centrocampista svincolato.

## Carriera
He esordito in Ligue 1 con la maglia del Nantes a 20 anni nel febbraio 2011. In questa squadra gioca 93 partite e segna 3 gol.
Il 21 maggio 2014 si trasferisce in Belgio allo Standard Liegi, firmando un contratto quadriennale fino a giugno 2018.

## Palmarès

### Club

#### Competizioni nazionali
- Coppa del Belgio: 1

Standard Liegi: 2015-2016
- Campionato belga: 1

Anderlecht: 2016-2017
- Supercoppa belga: 1

Anderlecht: 2017